# Mas-Blanc-des-Alpilles
Mas-Blanc-des-Alpilles település Franciaországban, Bouches-du-Rhône megyében. Lakosainak száma 537 fő (2022. január 1.). Mas-Blanc-des-Alpilles Saint-Étienne-du-Grès és Saint-Rémy-de-Provence községekkel határos.

## Népesség
A település népességének változása:
| Lakosok száma | 136  | 248  | 348  | 476  | 508  | 518  | 511  | 517  | 516  | 537  |
|               | 1968 | 1982 | 1990 | 2006 | 2013 | 2015 | 2017 | 2019 | 2020 | 2022 |